# Polaris (CPU)
Polaris är en processor utvecklad i ett samarbete mellan Linköpings universitet och Intel. Processorn har 80 stycken kärnor och drar endast 62 watt. Den finns inte kommersiellt tillgänglig.